# Национально-социалистическая рабочая партия

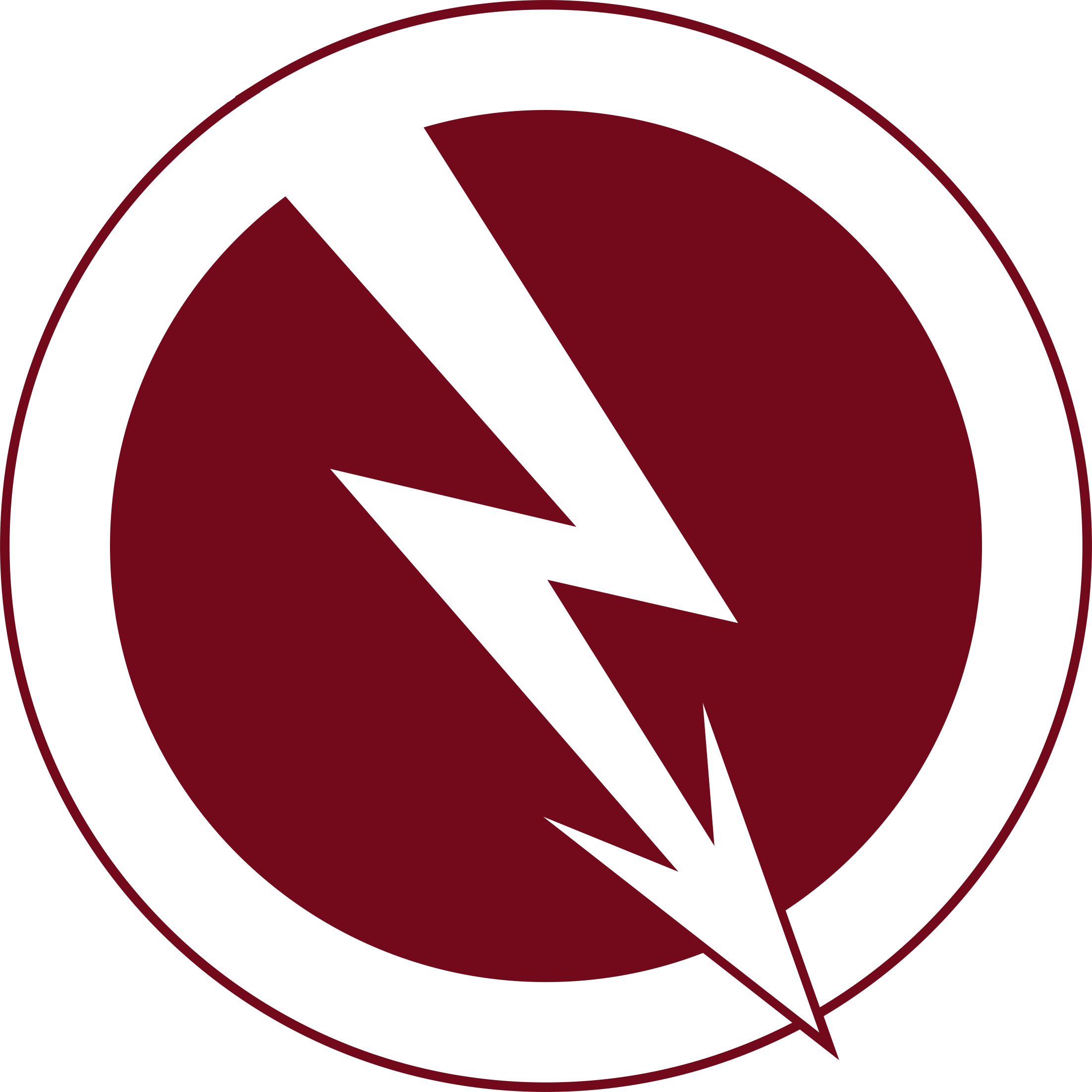
Логотип Национально-социалистической рабочей партии

Национально-социалистическая рабочая партия (пол. Narodowo-Socjalistyczna Partia Robotnicza) — национал-социалистическая партия в Польше, существовавшая со второй половины 1933 по 13 июня 1934 года.
Лидером Национально-социалистической рабочей партии был бывший член управления районного отделения Национальной партии в Кельце Вацлав Козельский, который был исключён из партии за свои радикальные взгляды. Ему удалось привлечь в свою партию несколько членов националистической партии Лагерь великой Польши. В состав партии Вацлава Козельского также вошли бывшие Народно-социалистическая независимая партия и Народно-социалистическая партия.
Печатным органом партии был журнал «Błyskawica i Jedna karta».
Партия не проводила каких-либо активных организационных и идеологических действий и была распущена 13 июня 1934 года.
На основе Национально-социалистической рабочей партии были созданы следующие националистические партии:
- Польская фашистская партия;
- Польская национально-социалистическая партия «Варта»;
- Национально-социалистическая радикальная партия;
- Национально-социалистическая партия городов и деревень.

## Источник
- Edmund Makowski: Kształtowanie się stosunków społeczno-politycznych w Wielkopolsce w latach 1926—1939. Warszawa: Czytelnik, 1979, стр. 150.
- Szymon Rudnicki: Obóz Narodowo-Radykalny. Warszawa: Czytelnik, 1985, стр. 192. ISBN 9788307012216.
- Bogumił Grott: Nacjonalizm chrześcijański. Kraków: Universitas, 1991, стр. 60.